# Manno
Manno je obec ve švýcarském kantonu Ticino, okresu Lugano. Žije zde přibližně 1 300 obyvatel.

## Geografie
Obec leží v nadmořské výšce 342 metrů na pravém břehu řeky Vedeggio, asi 5 km severozápadně od největšího města kantonu, Lugana. Díky své poloze u dálnice A2 se Manno od konce 20. století stalo předměstím města Lugano.
Sousedními obcemi jsou Alto Malcantone a Gravesano na severu, Lamone, Cadempino a Vezia na východě a Bioggio na jihu a západě.

## Historie
První zmínka o obci pochází z roku 1184 pod názvem Manno. V roce 1298 zde měl majetek biskup z Coma. V roce 1335 byla vesnice rozdělena na dvě centra, Manno superiore a Manno inferiore, která patřila kaštelu Grumo a byla součástí Gravesana. Spojení se sousední obcí je zachováno v příslušnosti k farnosti S. Pietro v Gravesanu. Současný svatostánek San Rocco byl postaven v roce 1597 na základech starší kaple.

## Obyvatelstvo
| Rok            | 1692 | 1850 | 1900 | 1950 | 1970 | 1980 | 1990 | 2000 | 2005 | 2008 | 2010 | 2020 |
| Počet obyvatel | 168  | 275  | 234  | 272  | 590  | 787  | 970  | 1087 | 1140 | 1236 | 1241 | 1290 |

## Hospodářství

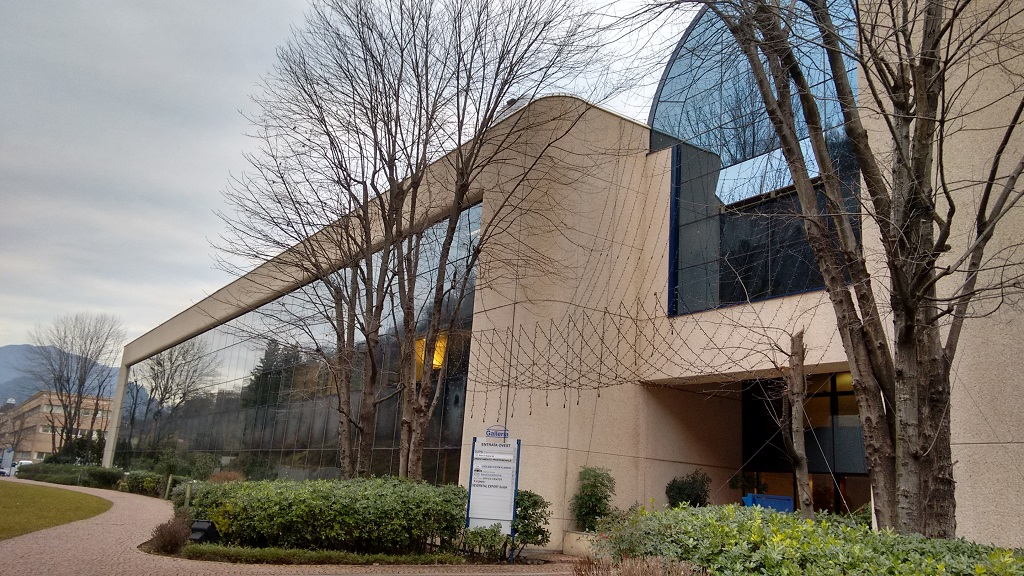
Sídlo Marconi Technologies v Mannu

Obec, která byla až do 50. let 20. století charakteristická zemědělstvím, zažila od konce 20. století silný hospodářský a demografický vzestup v důsledku rozvoje aglomerace kolem Lugana, zejména díky dobrému dopravnímu spojení a vzniku mnoha průmyslových a obchodních podniků. V Mannu sídlilo v letech 1991–2012 počítačové centrum ETH, v letech 1990–1996 administrativní centrum banky UBS Suglio-Lugano a od roku 1997 je sídlem Univerzity aplikovaných věd italsky mluvícího Švýcarska. Také zde sídlí společnost Marconi Technologies. V roce 2005 tvořil sektor služeb téměř čtyři pětiny pracovních míst v obci, z nichž 90 % bylo obsazeno dojíždějícími, včetně četných přeshraničních dojíždějících.

## Doprava
Obsluhu obce veřejnou dopravou zajišťují linky postbusu.
Nejbližší železniční stanice se nachází v Lamone-Cadempino nebo v Luganu na Gotthardské dráze.
Jihovýchodně od obce se nachází dálniční křižovatka Lugano-Nord na dálnici A2, vedoucí dále k italským hranicím.

## Osobnosti
- Antonio della Porta (1631–1702), architekt působící i v Čechách